# Martin XT6M
Die Martin XT6M war ein amerikanischer Torpedobomber von dem nur ein Prototyp (BuNo A-8411) hergestellt wurde. Die Martin XT6M trug die Herstellerbezeichnung Martin Model 118. Die U.S. Navy übernahm das Flugzeug für Erprobungszwecke am 29. Dezember 1930. Es wurde jedoch ebenso wie das Vergleichsmodell Douglas XT3D nicht in die Serienfertigung übernommen, da es keine signifikanten Leistungszuwachs zur Martin T4M und Great Lakes TG aufwies. Sowohl der Flugzeugrumpf wie auch das Leitwerk waren aus Metall. Dies war der erste Torpedobomber in der U.S. Navy, der so gebaut wurde. Die Besatzung bestand aus dem Piloten, der auch die Funktion des Bombenschützen übernahm, und aus dem Bordschützen, der auch die Funktion des Funkers ausübte.

## Technische Daten
| Kenngröße                     | Martin XT4M-1 – Model 118                             |
| ----------------------------- | ----------------------------------------------------- |
| Besatzung                     | 2                                                     |
| Länge                         | 10,27 m                                               |
| Spannweite                    | 12,88 m                                               |
| Höhe                          | 3,98 m                                                |
| Flügelfläche                  | 46,64 m²                                              |
| Flügelstreckung               | 3,56                                                  |
| Leermasse                     | 1619 kg                                               |
| Gesamtgewicht (Loaded weight) | 3134 kg                                               |
| Höchstgeschwindigkeit         | 216 km/h                                              |
| Dienstgipfelhöhe              | 3444 m                                                |
| Reichweite                    | 800 km                                                |
| Triebwerke                    | Pratt & Whitney R-1860-11 mit 600 PS (441 kW)         |
| Bewaffnung                    | zwei Maschinengewehre 7,62 mm, ein Torpedo mit 730 kg |

## Vergleichbare Typen
- Blackburn B-3
- Westland PV-3
- Vickers Type 207
- Handley Page H.P.46
- Blackburn Shark
- Gloster TSR.38
- Fairey Swordfish